# 해궁
해궁(海弓, K-SAAM)은 대한민국이 개발한 함대공 미사일이다. 2011년부터 1,617억원의 비용으로 개발이 시작되었으며 2018년에 개발 완료, 2021년부터 해군 함정에 탑재한다. 대구급 호위함과 마라도함의 수직발사대에 장착 예정이다.

## 역사
해궁은 국방과학연구소 주관 연구개발사업으로 2011년 개발에 착수하였다. 2013년 LIG넥스원은 해궁 체계조립 및 추진기관 공장 준공식을 개최하였다. 2015년 개발이 완료되면 한국형 구축함에 탑재된다.
2018년, 군은 올해 실험에서 해궁이 표적 10발 가운데 9발을 맞췄다며 합격 판정을 내리고 2019년부터 양산에 돌입하기로 했다. 그러나 확인 결과 실험에 쓰인 표적은 마하 0.5에 불과했으며 국방과학연구소와 방위사업청은 초음속 표적은 시뮬레이션만 거친 뒤 실험을 마무리했다.
같은 해 12월 24일, 방위사업청은 해궁에 대한 연구·개발을 완료했다고 밝혔다. 2016년 시험발사에서 표적 5개 중 2개만 요격에 성공하는데 그쳐 원래 계획보다 2년 지연됐다. 탐색 기능을 보완하고 시뮬레이션을 통해 명중률을 높이는 과정을 거쳤다.
2019년부터 해궁 미사일은 양산에 들어간다. 군 당국은 해궁이 미국 레이시온의 램 미사일을 대체할 수 있을 것으로 보고 있다. 양산에는 2036년까지 7,500억원이 투입될 예정이다.
2021년 12월, 국방기술품질원에서 실시한 해궁 미사일의 품질인증사격시험에 성공하여 본격적인 양산에 돌입한다. 대구함에서 미사일을 발사하는 방식으로 진행됐으며 앞으로도 해군의 차기 함정에도 탑재될 예정이다.

## 특징
해궁은 적외선 영상 탐색기와 초고주파 탐색기를 장착하는 이중 탐지기 체계이다. 표적 추적시 관성·호밍유도가 사용된다. 반면 RIM-116 램은 열추적 미사일이고 길이는 2.8미터로 해궁보다 짧다. 해궁은 마하 2 이상의 속도로 날아오는 적의 대함 미사일을 요격할 수 있는 것으로 알려졌다. 수직발사 방식으로 전방위 발사가 가능하고 발사관 1개에 4발이 수납된다.

## 비교
비슷한 크기의 미사일과 비교하면 다음과 같다.
- 아이언 돔, 길이 3 m, 무게 90 kg, 직경 160 mm, 한발 2,782만원
- 해궁, 길이 3.08 m, 무게 120 kg, 직경 165 mm, 한발 10억원
- AIM-9 사이드와인더, 길이 3.02 m, 무게 85.3 kg, 직경 127.0 mm, 한발 5억 3,000만원

## 문제점
해궁은 명중률이 90%라는 것에 대해 신뢰에 문제가 있으며 시험 평과 과정에서 해궁의 모의표적의 속도는 마하 0.5로 요격 능력도 검증되지 않았다. 또한 사거리도 짧아 교전 기회를 확보하기가 어려울 수 있다.

## 같이 보기
- MEADS
- RIM-7 시스패로
- 천궁 (미사일)
- LAMD